# بخش لونویل
بخش لونویل (به فرانسوی: Arrondissement de Lunéville) یک بخش در فرانسه است که در مرت-ا-موزل واقع شده‌است.